# Schloss Toffen

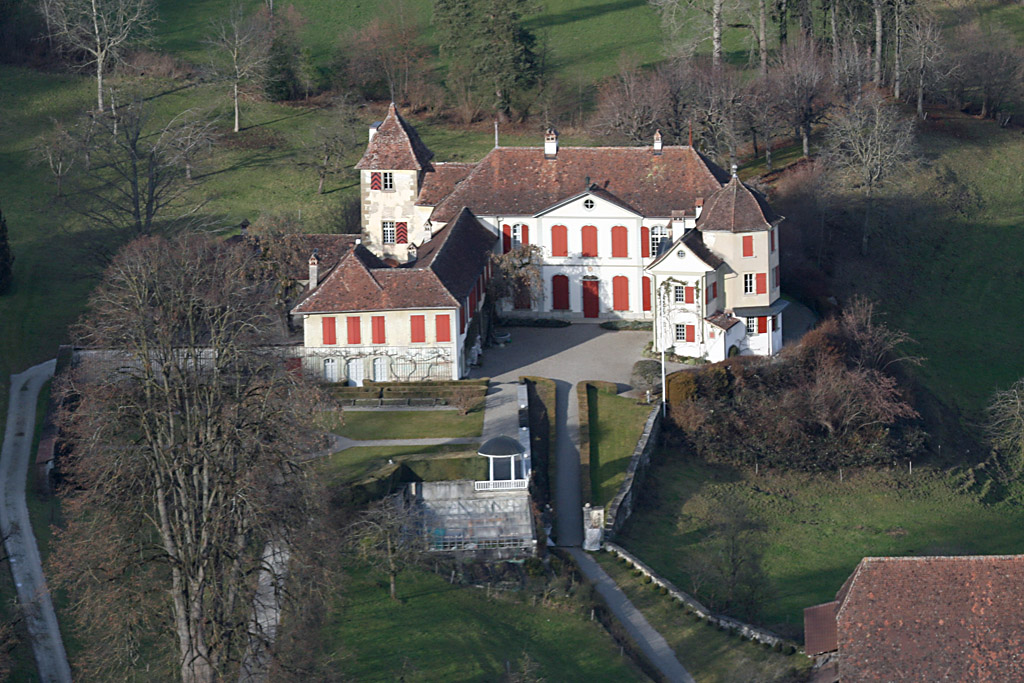
Schloss Toffen (2007)

Das Schloss Toffen ist ein Schloss in der Gemeinde Toffen, Kanton Bern, Schweiz.

## Geschichte
Der Ursprung des Schlosses geht auf eine mittelalterliche Burg zurück, die urkundlich erstmals zu Beginn des 14. Jahrhunderts erwähnt wird, aber sicher älter war. Um 1671 liess sie Hans Georg von Werdt in einen barocken Landsitz umwandeln. Die Innenausstattung zeichnet sich durch das Renaissance-Täfer im geschnitzten Zimmer von 1633, die gepressten Ledertapeten im Pokuliersaal vom Ende des 17. Jahrhunderts und die Rokoko-Gemälde im Sommersaal aus.
Nach 1798 gingen die Herrschaftsrechte in Toffen an den Kanton Bern über, doch das Schloss und die dazugehörenden Güter sind immer noch in Privatbesitz.